# رشيد أو
رشيد أو (من مواليد 1970) هو كاتب مغربي.
ولد رشيد في الرباط، وبعدما أنهى دراسته في المغرب، ذهب للعيش في فرنسا، حيث يكتب أساسا حول التوازن بين المسلمين في العالم والمثلية الجنسي. وقد اشتهر بعد كتابه Chocolat chaud (بالعربية: شوكولاطة ساخنة) الذي تحدث فيه عن الرجل المغربي وقضية استكشافه للهوية الجنسية له في فرنسا.

## قائمة أعماله
| الكتاب          | سنة الإصدار | دار النشر         |
| --------------- | ----------- | ----------------- |
| l'enfant ébloui | 1995        | دار النشر غاليمار |
| Plusieurs Vies  | 1996        | دار النشر غاليمار |
| Chocolat chaud  | 1998        | دار النشر غاليمار |
| Ce qui reste    | 2003        | دار النشر غاليمار |
| Analphabètes    | 2013        | دار النشر غاليمار |